# Jean-Georges de Souillac

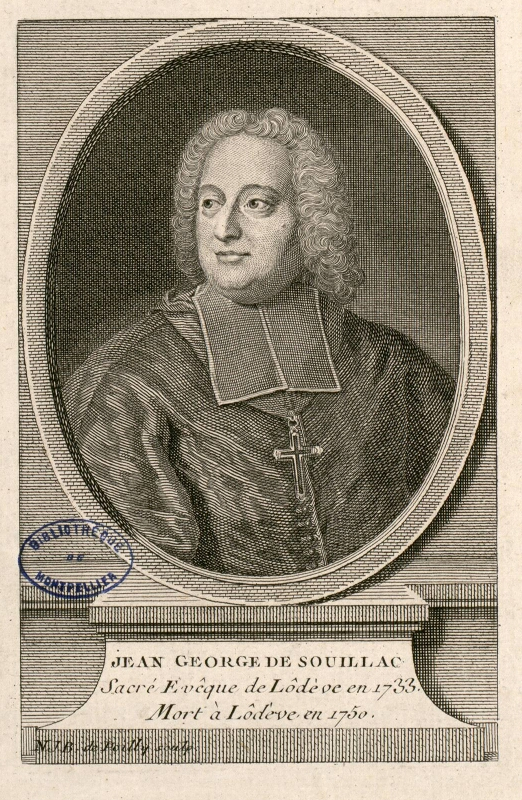
Jean-Georges de Souillac, Stich von Nicolas-Jean-Baptiste de Poilly (1707–1780)

 Jean-Georges de Souillac (* 20. August 1685 in Azérat; † 14. Februar 1750 in Lodève) war ein französischer Prälat und Bischof der Diözese Lodève.

## Leben
Jean-Baptiste Georges de Souillac war ein Sohn des François de Souillac, Herr von Verneuil, und der Charlotte d’Aubusson. Er wurde 1685 in Azérat geboren, auf dem Schloss Le Poirier, dem Wohnsitz seiner Eltern. Er war Doktor der Theologie an der Sorbonne und Prior von Saint-Germain-de-Pontroumieu. Kurz nach der Priesterweihe wurde er Generalvikar des Bischofs von Périgeux und am 14. Juni 1732 auf Vorschlag des Kardinal-Ministers Fleury, der aus Lodéve stammte, zum Bischof von Lodève in der Kirchenprovinz Narbonne ernannt. Im Konsistorium vom 3. November 1732 präkonisiert, erhielt er 1. Oktober die Ernennungsurkunde und am 18. Januar 1733 in der Kathedrale von Agde durch Bischof Claude-Louis de La Châtre die Bischofsweihe. Am 10. Mai 1733 legte er vor dem König den Treueid ab.
Als Bischof nahm Souillac ein Projekt wieder auf, das schon sein Vorgänger Roger de Harlay (reg. 1657–1669) begonnen hatte, und ließ ein neues Bischofspalais erbauen. Wie auch seine Konsekratoren La Châtre von Agde und Armand Bazin de Bezons von Carcassonne war Souillac ein Vertreter des gemäßigten Jansenismus. 1745 erließ er neue Diözesanstatuten und verurteilte öffentlich die im selben Jahr erschienene Schrift L'Esprit de Jesus Christ et de l'eglise sur la frequente communion des Jesuiten Jean Pichon. 
Bischof Souillac starb am 14. Februar 1750 und wurde in der Kathedrale St-Fulcran de Lodève beigesetzt.